# Brasmetal
Brasmetal Waelzholz (BW) é uma indústria brasileira com sede em Diadema que atua no ramo de relaminação de aços planos. O controle da empresa pertence à multinacional alemã C.D. Wälzholz.

## História

### Formação
Década de 60 no Brasil, acionistas brasileiros adquiriram uma pequena empresa de trefilação de fios de cobre e relaminação de aço, chamada Trelmet. Com a aquisição o nome foi alterado para Brasmetal Companhia Brasileira de Metalurgia e assim em 3 de novembro de 1962 nasce a Brasmetal.
A recém-criada Brasmetal enfrentava muitos problemas. Do acesso difícil ao trânsito dentro da fábrica confuso. Os equipamentos eram precários, fazendo com que a qualidade mínima exigida pelos clientes não fosse alcançada. As vendas de bobinas adquiridas da CSN (Companhia Siderúrgica Nacional) eram feitas em cima de caminhões, pois a empresa não tinha como fazer a descarga do material para dentro do armazém. Os dois laminadores Bratal que a empresa possuía, trepidavam muito mais do que laminavam e as decapagens eram feitas em dois tanques; um com cal e outro com água.
Com o passar dos anos, os laminadores foram colocados em uma condição de funcionamento melhor, oferecendo alguma qualidade aos clientes. Em 1966, a produção mensal já era de 20 ton/mês. Eram levadas amostras aos clientes com o objetivo de fazer com que eles testassem o material, mesmo assim, entre 20 e 30% da produção era rejeitada. Mas isso não importava, o que a Brasmetal precisava era fazer com que o seu produto fosse aceito, uma vez que a concorrência era grande.
Em 1967, como o mercado estava aquecido, começaram as primeiras idéias de venda da empresa ou de parte do capital dela associando-se a uma outra. Naquela época, a  Brasmetal fornecia materiais para alguns clientes em Campinas.
Foi então que a Brasmetal conheceu a C.D. Wälzholz, que por coincidência estava interessada em instalar-se no Brasil, pois era um mercado promissor. A Brasmetal foi escolhida pela C.D. Wälzholz, pois se encaixava no perfil por não possuir vícios de mercado e por ter entre seus empregados pessoas jovens, bem intencionadas e dispostas a trabalhar.

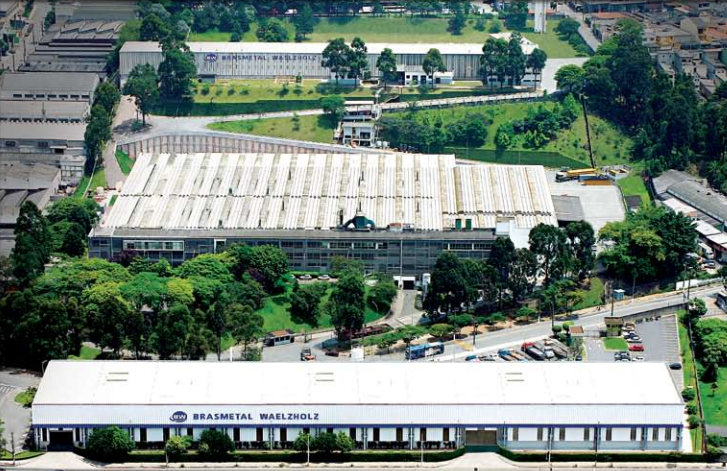
Planta da Brasmetal Waelzholz em Diadema

Decisão tomada, a sociedade foi selada entre C.D. Waelzholz e Banco Mercantil de São Paulo, sendo que a então Brasmetal Cia. Brasileira de Metalurgia entrou com o terreno, capital e com alguns equipamentos e a C.D. Waelzholz com equipamentos importados, know-how e capital.
Em 1973 foi assinado o protocolo entre a Brasmetal Cia. Brasileira de Metalurgia e a C.D. Waelzholz formando a atual Brasmetal Waelzholz. Em 1975 foi inaugurada a nova fábrica na cidade de Diadema. Na ocasião, como ainda não se falava sobre globalização, na conjuntura da época, a união das empresas foi considerada por alguns uma atitude revolucionária pois unia o capital brasileiro a estrangeiros.

### Brasmetal Hoje
Em 2011 a C.D.Wälzholz aumentou sua participação na Brasmetal, tornando-se sócia majoritária da empresa comprando parte das ações do grupo Souto Vidigal.
Hoje, a BW conta com 520 funcionários, área industrial composta por três plantas, sendo uma de decapagem e corte de bobinas, outra para relaminação - composta de laminadores, tesouras, fornos de recozimento, laboratórios, entre outros - e a última de revestimento - tratamento de superfícies de materiais com diversos banhos e têmpera/revenimento.
A produção gira em torno de 100 mil toneladas ao ano de produtos relaminados, sendo parte destinada para exportação. Além disso, a BW investe ininterruptamente em projetos de responsabilidade social, como a criação de  grupos de voluntários para atuar nas áreas de educação e arte, reafirmando assim o seu compromisso como empresa cidadã, preocupada não só com a qualidade de seus produtos e serviços, mas com a melhoria de vida da comunidade.

## Produtos
A Brasmetal atua fornecendo diversos materiais para as mais complexas aplicações, dentre eles temos:
- Aços de baixo teor de carbono para estampagem: São os aços mais usados em processos de conformação na indústria em geral. Devido ao aprimoramento contínuo das técnicas de estampagem, com o passar do tempo, esses aços têm substituído processos onerosos como a usinagem e ainda ocupado o lugar de materiais não metálicos e ligas não ferrosas.
- Aços de médio e alto teor de carbono: São aços aplicados em peças e componentes que, após conformação,serão normalmente submetidos a tratamentos térmicos de endurecimento como têmpera, martêmpera ou austêmpera.
- Aços alta resistência baixa liga: São aços de baixo teor de carbono com pequenas adições de elementos de liga, como titânio, nióbio e/ou vanádio, que, associados a processamentos termomecânicos, resultam em um material de alta resistência mecânica.
- Aços baixa liga:São aços de composição química diferenciada, nos quais estão presentes quantidades específicas de elementos químicos diferentes daqueles normalmente utilizados nos aços comuns. A seleção dos elementos de liga e os respectivos teores são determinados com o objetivo de promover mudanças principalmente nas propriedades físicas e mecânicas que permitem ao material potencializar seu desempenho em funções peculiares a cada aplicação.
- Aços elétricos: Os aços elétricos são utilizados por terem uma qualidade única que não pode ser disputada por polímeros ou cerâmicas: sua capacidade de amplificar milhares de vezes um campo magnético externamente aplicado. Essa propriedade é o que viabiliza a existência da maioria das máquinas elétricas: motores, geradores, transformadores etc.
- Aços para tratamentos termoquímicos: São aços de baixo teor de carbono, cuja composição química é otimizada visando melhores características de desempenho em processos de endurecimento superficial por difusão, tais como: cementação, carbonitretação ou nitretação.
- Aços para corte fino (Fineblanking):São aços de baixo, médio e alto teor de carbono, além de baixa liga com propriedades mecânicas e microestrutura otimizada, visando melhores características de desempenho em processos de corte por estampagem com acabamento perfeito de bordas.
- Aços temperados: São aços para aplicações em peças planas ou sujeitas a um baixo grau de conformação, onde se exige alta resistência mecânica aliada à boa tenacidade, assegurando-se assim a estabilidade dimensional e a redução do ciclo de produção do componente.
- Aços revestidos: Além dos acabamentos de superfície convencionais, a tira relaminada pode ainda ser revestida superficialmente pelos mais diversos metais com propósitos técnicos, decorativos ou outros fins, inclusive com camadas diferenciadas por meio de processo contínuo de eletrodeposição ou imersão. Os revestimentos disponibilizados pela BW são zinco, zinco-níquel, níquel, cobre, latão, estanho e fosfato de zinco.

Além de fornecer a matéria prima a Brasmetal também atua na área de assistência técnica e engenharia de aplicação. Atuando na área de engenharia de produto e desenvolvimento. Verificam-se e estudam-se as aplicações em campo, fazendo a interpretação e nacionalização de normas, identificação de materiais e as devidas atividades de desenvolvimento. Está disponível a qualquer empresa que necessite de informações e auxílio, seja cliente ou não, e pode ser solicitado antes da execução de um projeto ou compra de matéria-prima para produção.

## Certificações
Na década de 90 a Brasmetal conseguiu adquirir a certificação ISO/TS 16949.
Mais pra frente, em 2003, a empresa iniciou um sistema de gestão ambiental e recebeu a certificação da norma ISO 14001.

## Parcerias
A Brasmetal possui diversos parceiros tanto na indústria como na área acadêmica, dentre eles estão o IPT (Instituto de Pesquisas Tecnológicas), a Escola Politécnica da Universidade de São Paulo, o IPEN (Instituto de Pesquisas Energéticas e Nucleares) a ABM (Associação Brasileira de Metalurgia, Materiais e Mineração). A parceria Brasmetal ABM resultou na geração do prêmio Brasmetal Waelzholz que premia todo ano no ENEMET (Encontro Nacional dos Estudantes de Metalurgia, Materiais e Minas) trabalhos de iniciação científica   , estimulando a pesquisa e o desenvolvimento acadêmico de alunos de todas as universidades de metalurgia e materiais do Brasil.

## Ações Sociais
A Brasmetal também se destaca na área de ações sociais, que visam a melhoria da comunidade local. Dentre as atividades realizadas vale ressalva a participação na Associação Arte Despertar, os projetos Trupe da Santa Casa  e a Oficina de Danças de Diadema, dentre outros.